# Liste bekannter Pferde
Die Liste bekannter Pferde nennt Pferde, die aufgrund ihres Wirkens, ihrer Erfolge oder aufgrund anderer Besonderheiten Bekanntheit erlangten.
Nicht in dieser Liste enthalten sind sagenhafte oder mythologische Pferde. Ebenso nicht enthalten sind Pferde, die in der Literatur, im Comic oder in der Werbung erfunden wurden – diese sind in der  Liste fiktionaler Tiere (Pferde) enthalten.
Weitere bekannte Tiere sind in der Liste bekannter Tiere enthalten.

## Dressurpferde
| Ahlerich               | 1971–1992 | Westfale     | Deutschland            | Olympiasieger Dressur 1984 |  |
| Bella Rose             | * 2004    | Westfale     | Deutschland            | Dressurpferd, u. a. Weltmeisterin Einzel & Team 2018 |  |
| Dalera (TSF Dalera BB) | * 2007    | Trakehner    | Deutschland            | Dressurpferd, u. a. Olympiasiegerin Einzel & Team 2021 |  |
| Donnerhall             | 1981–2002 | Oldenburger  | Deutschland            | Dritter bei der Dressurweltmeisterschaft 1994 |  |
| Farbenfroh             | 1990–2004 | Westfale     | Deutschland            | Dressurpferd, Einzelgold bei den Weltreiterspielen 2002 |  |
| Gigolo FRH             | 1983–2009 | Hannoveraner | Deutschland            | Dressurpferd, erfolgreichstes Pferd der modernen Turniergeschichte |  |
| Rembrandt              | 1977–2001 | Westfale     | Deutschland            | Olympiasieger Dressur 1988 und 1992 |  |
| Totilas                | 2000–2020 | KWPN         | Niederlande            | Dressurpferd, Gold bei den Weltreiterspielen 2010 in Einzel und Team |  |
| Valegro                | * 2002    | KWPN         | Vereinigtes Königreich | Dressurpferd, Olympiasieger Einzel & Team 2012, Doppelgoldmedaillengewinner bei den Weltreiterspielen 2014, Rekordhalter im Grand Prix de Dressage, im Grand Prix Spécial und in der Grand Prix Kür |  |

## Springpferde
| Abdullah          | 1970–2000 | Trakehner              | USA                    | erfolgreichstes Trakehner Springpferd, Einzel-Silber bei den Olympischen Spielen 1984                                                  |  |
| Baloubet du Rouet | 1989–2017 | Selle Français         | Brasilien              | Gewinner von drei olympischen Medaillen und dreifachen Weltcupsieger mit Rodrigo Pessoa, heute prägender Vererber der Sportpferdezucht |  |
| Big Ben           | 1976–1999 | Belgisches Warmblut    | Belgien, Kanada        | Erfolgspferd von Ian Millar |  |
| Calvaro Z         | 1987–2009 | Holsteiner             | Deutschland            | ehemaliges Weltklassespringpferd und Zuchthengst                                                                                       |  |
| Cassini I         | 1988      | Holsteiner             |                        | Springpferd, prägender Vererber der Holsteiner Pferdezucht                                                                             |  |
| Chambertin        | 1993–2009 | Holsteiner             | Deutschland            | zählt zu den Top-Vererbern weltweit |  |
| Cornet Obolensky  | 1999      | Belgisches Warmblut    | Deutschland            | Springpferd und erfolgreicher Zuchthengst                                                                                              |  |
| Darco             | 1980–2006 | Belgisches Warmblut    | Belgien                | ehemaliges Erfolgspferd von Ludo Philippaerts, heute prägendes Pferd der belgischen Springpferdezucht                                  |  |
| Deister           | 1971–2000 | Hannoveraner           | Deutschland            | eines der weltweit erfolgreichsten Springpferde                                                                                        |  |
| E.T. FRH          | 1987–2013 | Hannoveraner           | Österreich             | Springpferd von Hugo Simon, mit 3,2 Millionen Euro Preisgeld eines der erfolgreichsten Springpferde aller Zeiten                       |  |
| For Pleasure      | 1986–2011 | Hannoveraner           | Deutschland            | Weltmeister und zweifacher Olympiasieger Springen (Mannschaftswertung)                                                                 |  |
| Goldfever         | 1991      | Hannoveraner           | Deutschland            | eines der gewinnreichsten Springpferde aller Zeiten                                                                                    |  |
| Halla             | 1945–1979 | Hesse                  | Deutschland            | Doppelolympiasiegerin im Springreiten 1960                                                                                             |  |
| Hickstead         | 1996–2011 | KWPN                   | Kanada                 | eines der gewinnreichsten Springpferde aller Zeiten                                                                                    |  |
| Levisto Z         | 1997      | Holsteiner             | Deutschland            | erfolgreiches Springpferd und Zuchthengst                                                                                              |  |
| Meteor            | 1943–1966 | Holsteiner             | Deutschland            | eines der erfolgreichsten und bekanntesten Springpferde seiner Zeit                                                                    |  |
| Milton            | 1977–1999 | Holländisches Warmblut | Vereinigtes Königreich | Sieger des FEI-World-Cup-Finales 1990 und 1991                                                                                         |  |
| Quidam de Revel   | 1982–2014 | Selle Français         | Frankreich             | Weltklassespringpferd und Deckhengst                                                                                                   |  |
| Ratina Z          | 1982–2010 | Hannoveraner           | Deutschland            | galt als erfolgreichstes Springpferd aller Zeiten                                                                                      |  |
| Sandro Boy        | 1993      | Oldenburger            | Deutschland            | Weltcup-Sieger Springen 2006 |  |
| Shutterfly        | 1993–2023 | Hannoveraner           | Deutschland            | eines der erfolgreichsten Springpferde der 2000er Jahre                                                                                |  |
| Silbersee         | 1973      | Selle Français         | Deutschland            | in den 1980er Jahren eines der erfolgreichsten Springpferde der Welt                                                                   |  |
| Walzerkönig       | 1979–2000 | Hannoveraner           | Deutschland            | Olympia-Mannschaftsgold in Seoul/KOR                                                                                                   |  |
| Big Star          | 2003      | KWPN                   | Vereinigtes Königreich | Eines der erfolgreichsten Springpferde, auch bei Olympia mit Nick Skelton                                                              |  |

## Rennpferde
| Acatenango       | 1982–2005 | Englisches Vollblut   | Deutschland            | Galopper des Jahres 1985 bis 1987 in Deutschland                                      |  |
| Adlerflug        | 2004–2021 | Englisches Vollblut   | Deutschland            | Sieger des Deutschen Derby und Deckhengst-Champion in Deutschland im Jahr 2020        |  |
| Alchimist        | 1930–1945 | Englisches Vollblut   | Deutschland            | Sieger des Deutschen Derby und bedeutender Vererber                                   |  |
| All My Dreams    | 1992      | Englisches Vollblut   | Irland                 | Sieger des Deutschen Derby 1995                                                       |  |
| Alpenkönig       | 1967–1997 | Englisches Vollblut   | Deutschland            | Galopper des Jahres 1970                                                              |  |
| American Pharoah | 2012      | Englisches Vollblut   | USA                    | Triple Crown Sieger der USA 2015                                                      |  |
| Borgia           | 1994–2012 | Englisches Vollblut   | Deutschland            | Galopper des Jahres 1997                                                              |  |
| Citation         | 1945–1970 | Englisches Vollblut   | USA                    | Rennpferd des Jahres 1948 in den USA                                                  |  |
| Dai Jin          | 2000      | Englisches Vollblut   | Deutschland            | Sieger Deutschen Derby 2003                                                           |  |
| Danedream        | 2008      | Englisches Vollblut   | Deutschland            | zweites deutsches Pferd überhaupt, das den Prix de l’Arc de Triomphe gewann           |  |
| Dark Ronald      | 1905–1928 | Englisches Vollblut   | Irland                 | Stempelhengst der deutschen Vollblutzucht                                             |  |
| Dschingis Secret | 2013      | Englisches Vollblut   | Deutschland            | Galopper des Jahres 2017                                                              |  |
| Eclipse          | 1764–1789 | Englisches Vollblut   | England                | erfolgreichstes Galopprennpferd seiner Zeit, Stempelhengst des englischen Vollbluts   |  |
| Erdeni           | 1999      | Englisches Vollblut   | Schweiz                | Gewinner des größten Cross-Country-Rennen der Schweiz 2007                            |  |
| Goldsmith Maid   | 1857–1885 | American Standardbred | USA                    | lief im Alter von 17 Jahren Weltrekord über eine Meile                                |  |
| Haleb            | 1901–1909 | Arabisches Vollblut   | Syrien (?), USA        | arabisches Vollblut, das zur Etablierung der Rasse in den USA beitrug                 |  |
| Haru Urara       | 1996      | Englisches Vollblut   | Japan                  | auf Grund seiner Erfolglosigkeit bekanntes japanisches Galopprennpferd                |  |
| Herold           | 1917–1945 | Englisches Vollblut   | Deutschland            | Der beste Graditzer                                                                   |  |
| Highflyer        | 1774–1793 | Englisches Vollblut   | England                | erfolgreichstes Rennpferd des 18. Jahrhunderts                                        |  |
| Ito              | 2011      | Englisches Vollblut   | Deutschland            | Gewinner des Großen Preis von Bayern                                                  |  |
| Iquitos          | 2012      | Englisches Vollblut   | Deutschland            | Publikumsliebling des deutschen Turfs 2016-18                                         |  |
| Kincsem          | 1874–1887 | Englisches Vollblut   | Ungarn                 | erfolgreichstes Rennpferd aller Zeiten                                                |  |
| Königsstuhl      | 1976–1995 | Englisches Vollblut   | Deutschland            | Deutscher Triple Crown Sieger 1979                                                    |  |
| Lando            | 1990–2013 | Englisches Vollblut   | Deutschland            | Galopper des Jahres 1994 und 1995 in Deutschland                                      |  |
| Lavirco          | 1993–2009 | Englisches Vollblut   | Deutschland            | Galopper des Jahres 1996                                                              |  |
| Le Miracle       | 2001      | Englisches Vollblut   | Deutschland            | Sieger im Prix du Cadran 2007                                                         |  |
| Lexington        | 1850–1875 | Englisches Vollblut   | USA                    | Sechzehnfacher Champion der Vaterpferde in den USA                                    |  |
| Lirung           | 1982–1987 | Englisches Vollblut   | Deutschland            | erfolgreiches Galopprennpferd                                                         |  |
| Lombard          | 1967–1994 | Englisches Vollblut   | Deutschland            | Galopper des Jahres 1971 und 1972 in Deutschland                                      |  |
| Lomitas          | 1988–2010 | Englisches Vollblut   | Deutschland            | Galopper des Jahres 1991                                                              |  |
| Lou Dillon       | 1898–1925 | American Standardbred | USA                    | legendäre Traberstute, die 1903 erstmals die Meile in einer Zeit unter 2 Minuten lief |  |
| Luciano          | 1964–1981 | Englisches Vollblut   | England                | Deutsches Derby 1967                                                                  |  |
| Man o' War       | 1917–1947 | Englisches Vollblut   | USA                    | eines der erfolgreichsten Pferde der amerikanischen Vollblutzucht                     |  |
| Manduro          | 2002–2020 | Englisches Vollblut   | Deutschland            | Weltranglistenerster der besten Galopprennpferde 2007                                 |  |
| Mondrian         | 1986–2005 | Englisches Vollblut   | Deutschland            | Siebenfacher Gruppe I Sieger                                                          |  |
| Monsun           | 1990–2012 | Englisches Vollblut   | Deutschland            | Sieger im Championat der Vaterpferde 2002, 2004 und 2006                              |  |
| Native Dancer    | 1950–1967 | Englisches Vollblut   | USA                    | Pferd des Jahres 1954 in den USA                                                      |  |
| Nebos            | 1976–1999 | Englisches Vollblut   | Deutschland            | Galopper des Jahres 1980                                                              |  |
| Neckar           | 1948–1974 | Englisches Vollblut   | Deutschland            | Sieger Championat der Vaterpferde 1959, 1960 und 1962–1965                            |  |
| Nereide          | 1933–1943 | Englisches Vollblut   | Deutschland            | Ungeschlagene Wunderstute, die 57 Jahre den Derby-Stakes-Rekord hielt.                |  |
| Nijinsky II      | 1967–1992 | Englisches Vollblut   | Kanada                 | Sieger der Triple Crown von England 1970                                              |  |
| Northern Dancer  | 1961–1990 | Englisches Vollblut   | Kanada                 | Gilt als bedeutendster Vererber in der Englischen Vollblutzucht des 20. Jahrhunderts  |  |
| Novellist        | 2009      | Englisches Vollblut   | Deutschland            | Galopper des Jahres 2013, Sieger im Großen Preis von Baden                            |  |
| Old Henry Clay   | 1837–1867 |                       | USA                    | Stammvater der Americo-Araber                                                         |  |
| Oleander         | 1924–1947 | Englisches Vollblut   | Deutschland            | Neunfacher Sieger des Championats der Vaterpferde in Deutschland                      |  |
| Orsini           | 1954–1975 | Englisches Vollblut   | Deutschland            | Sieger im Championat der Vaterpferde Deutschlands 1966, 1969, 1971 und 1974           |  |
| Overdose         | 2005–2015 | Englisches Vollblut   | Vereinigtes Königreich | Bahnrekordhalter auf der Galopprennbahn Hoppegarten, bekannt für seinen Galoppstil    |  |
| Pastorius        | 2009–2023 | Englisches Vollblut   | Deutschland            | Gewinner des Deutschen Derbys und zwei weiteren Gruppe Ι Rennen                       |  |
| Phar Lap         | 1926–1932 | Englisches Vollblut   | Neuseeland             | erfolgreichstes australisches Galopprennpferd seiner Zeit                             |  |
| Priamos          | 1964      | Englisches Vollblut   | Deutschland            | Sieger im Championat der Vaterpferde Deutschlands 1982                                |  |
| Protectionist    | 2010      | Englisches Vollblut   | Deutschland            | Einziger deutscher Sieger im Melbourne Cup                                            |  |
| Samum            | 1997      | Englisches Vollblut   | Deutschland            | Galopper des Jahres 2000 in Deutschland                                               |  |
| Sassafras        | 1967–1988 | Englisches Vollblut   | Frankreich             | Sieger Prix de l’Arc de Triomphe 1970                                                 |  |
| Schwarzgold      | 1937–1950 | Englisches Vollblut   | Deutschland            | Mit einem GAG von 113,5 bis heute höchst eingeschätzte Galopperstute Deutschlands     |  |
| Seabiscuit       | 1933–1947 | Englisches Vollblut   | USA (Kentucky)         | eines der bekanntesten Galopprennpferde der USA                                       |  |
| Sea the Moon     | 2011      | Englisches Vollblut   | Deutschland            | Galopper des Jahres 2013                                                              |  |
| Seattle Slew     | 1974–2002 | Englisches Vollblut   | USA                    | Triple Crown Sieger der USA 1977                                                      |  |
| Secretariat      | 1970–1989 | Englisches Vollblut   | USA                    | Triple Crown Sieger der USA 1973                                                      |  |
| Shirocco         | 2001      | Englisches Vollblut   | Deutschland            | Galopper des Jahres 2005 in Deutschland                                               |  |
| St. Simon        | 1881–1908 | Englisches Vollblut   | England                | einer der erfolgreichsten Zuchthengste in der Geschichte der Vollblutzucht            |  |
| Surumu           | 1974–1999 | Englisches Vollblut   | Deutschland            | Sieger Deutsches Galoppderby 1977                                                     |  |
| Tahira           | 2010      | Englisches Vollblut   | Deutschland            | Top 30 der besten deutschen Pferde (2013)                                             |  |
| Ticino           | 1939–1958 | Englisches Vollblut   | Deutschland            | Sieger des Championats der Vaterpferde Deutschlands von 1950 bis 1958                 |  |
| War Admiral      | 1934–1959 | Englisches Vollblut   | USA                    | Triple Crown Sieger der USA 1937                                                      |  |
| Windwurf         | 1972–1998 | Englisches Vollblut   | Deutschland            | Galopper des Jahres 1976 und 1977 in Deutschland                                      |  |

## Weitere Sportpferde
| Aiken Cura              | 1995–2007 | Polo Argentino         | Argentinien | eines der besten Polopferde in der jüngeren Vergangenheit                |  |
| La Biosthetique Sam FBW | 2000      | Württemberger Warmblut | Deutschland | erfolgreiches Vielseitigkeitspferd                                       |  |
| Nurmi                   | 1936      | Trakehner              | Deutschland | zweifacher Olympiasieger 1936 in Berlin Military (Einzel und Mannschaft) |  |
| Sleep Late              | 1991      | Britisches Sportpferd  | Deutschland | erfolgreiches Vielseitigkeitspferd                                       |  |

## Zuchthengste
| Bairactar         | 1813–1838     | Vollblutaraber                  | Deutschland             | Leibreitpferd König Wilhelm I. von Württemberg und Stempelhengst auf Weil                                 |  |
| Byerley Turk      | ca. 1679–1714 | vermutlich Araber oder Turkmene | England                 | einer von drei Stammvätern des englischen Vollbluts                                                       |  |
| Cor de la Bryère  | 1968–2000     | Selle Français                  | Frankreich, Deutschland | einer der einflussreichsten Vererber der modernen Warmblutzucht                                           |  |
| Darley Arabian    | 1700–1730     | Araber                          | England                 | einer von drei Stammvätern des englischen Vollbluts                                                       |  |
| El Shaklan        | 1975–2001     | Araber                          | Deutschland             | erfolgreichster deutscher Show-Araberhengst                                                               |  |
| Gharib            | 1965–1990     | Vollblutaraber                  | Ägypten                 | Deckhengst im Haupt- und Landgestüt Marbach                                                               |  |
| Godolphin Arabian | ca. 1724–1753 | Vollblutaraber oder Berber      | England                 | einer von drei Stammvätern des englischen Vollbluts                                                       |  |
| Hadban Enzahi     | * 1952        | Vollblutaraber                  | Ägypten                 | einer der Begründerhengste der ägyptisch gezogenen Vollblutaraber in Deutschland                          |  |
| Julmond           | 1938–1965     | Trakehner                       | Deutschland             | wichtigster Beschäler des Haupt- und Landgestüt Marbach                                                   |  |
| Kolibri           | 1979–2004     | Mecklenburger Warmblut          | Deutschland             | galt als einer der 20 besten deutschen Leistungsvererber                                                  |  |
| Nazeer            | 1934–1960     | Vollblutaraber                  | Ägypten                 | Araberhengst mit weltweitem Einfluss, unter anderem Vater von Ghazal, Hadban Enzahi, Kaisoon und Morafic, |  |
| Pilot             | 1974–1991     | Westfale                        | Deutschland             | Spitzenvererber und Gewinnsummen-Millionär                                                                |  |
| Skowronek         | 1908–1930     | Vollblutaraber                  | Polen                   | Deckhengst auf Crabbet Park Arabian Stud                                                                  |  |
| Tempelhüter       | 1904–1933     | Trakehner                       | Preußen                 | bekanntester Hauptbeschäler des Hauptgestüts Trakehnen                                                    |  |

## Sonstige
| Artur            | um 1928                     | _                                           | Deutschland        | Wallach, Reitpferd und Theaterpferd von Ferdinand Sauerbruch in München und Berlin, das an der Münchner Oper Bühnenauftritte (etwa in der „Walküre“) hatte \|\| |  |
| Bamboo Harvester | 1949–1968?                  | Mischung aus American Saddlebred und Araber | USA                | Filmpferd, Darsteller des sprechenden Pferdes Mr. Ed |  |
| Beauty           | 1943–1972?                  | American Saddlebred                         | USA                | Filmpferd |  |
| Big Jake         | 2001–2021                   | Brabanter                                   | USA                | zeitweise größtes lebendes Pferd der Welt und zweitgrößtes Pferd der Welt jemals, 2,10 m, 1136 kg |  |
| Bukephalos       | ca. 355 v. Chr.–326 v. Chr. |                                             | Makedonien         | Schlachtross Alexanders des Großen |  |
| Burmese          | 1962–1990                   | RCMP                                        | Kanada, England    | Lieblingspferd von Königin Elisabeth II. |  |
| Comanche         | um 1862–1891                | Mustang/Morgan                              | USA                | Kavalleriepferd, das die Schlacht am Little Big Horn überlebte |  |
| Condé            | 1766–1804                   |                                             | Preußen            | Leibreitpferd Friedrichs des Großen |  |
| Docs Keepin Time | 1987–2013                   | American Quarter Horse                      | USA                | Hauptrolle in Black Beauty von 1994 |  |
| El Morzillo      | † ca. 1525                  | spanischstämmig                             | Honduras           | Konquistadorenpferd, das zu einer Gottheit avancierte |  |
| Herodot          | 1794–1829                   | Englisches Vollblut                         | Mecklenburg        | angeblich von Napoleon gestohlenes Pferd |  |
| Incitatus        |                             |                                             | Römisches Reich    | sollte angeblich 42 n. Chr. Konsulwürde und ständigen Sitz im römischen Senat erhalten |  |
| Kidron           | 1907–1942                   |                                             | USA                | Kavalleriepferd |  |
| Kluger Hans      | * ca. 1895                  | Orlow-Traber                                | Deutsches Reich    | ein Pferd, das angeblich rechnen und zählen konnte |  |
| Little Sorrel    | 1850–1886                   | Morgan                                      | USA                | Kavalleriepferd |  |
| Marengo          |                             | Araber                                      | Frankreich         | Reit- und Kriegspferd Napoleon Bonapartes |  |
| Marocco          | 16. Jahrhundert–ca. 1606    |                                             | Königreich England | ein dressiertes Pferd, das als einziges den Turm der St Paul’s Cathedral hinauf- und wieder hinabgestiegen ist |  |
| Nelson           | 1763–1790                   | Fuchs                                       | USA                | Pferd von George Washington |  |
| Old Billy        | 1760–1822                   | Brauner mit weißer Blesse                   | England            | ältestes bekanntes Pferd (62 Jahre) |  |
| Prometea         | * 2003                      | Haflinger                                   | Italien            | erstes geklontes Pferd |  |
| Sadowa           | 1849–1877                   |                                             | Deutschland        | War in der Schlacht von Königgrätz das Pferd des deutschen Kaisers Wilhelm I., das in Berlin sein Gnadenbrot erhielt. Am Morgen des 5. März 1877 glitt es an der Straßenecke Unter den Linden/Universitätsstraße so unglücklich aus, dass es nicht mehr aufstehen konnte. Es erreichte laut Bericht ein Alter von 28 Jahren und wurde 1867 auch in Öl porträtiert. |  |
| Sampson          | * 1846                      | Shire Horse                                 | Großbritannien     | größtes Pferd der Welt |  |
| Schwedenschimmel | † 1632                      |                                             | Schweden           | Schlachtross des schwedischen Königs Gustav Adolf |  |
| Streiff          | † 1633                      | Oldenburger                                 | Schweden           | Schlachtross des schwedischen Königs Gustav Adolf |  |
| Traveller        | 1857–1871                   | American Saddlebred                         | USA                | Kavalleriepferd des Generals Robert Edward Lee |  |
| Trigger          | 1932–1965                   | Palomino                                    | USA                | Filmpferd von Roy Rogers |  |
| Vizir            | 1793–1826                   | Araber                                      | Frankreich         | Reit- und Kriegspferd Napoleon Bonapartes |  |
| Winchester       | † 1878                      | Morgan                                      | USA                | Kavalleriepferd |  |
| Yanardag         | * 1991                      | Achal Tekkiner                              | Turkmenistan       | Wappentier |  |